# 2077 Kiangsu
2077 Kiangsu (1974 YA) là một tiểu hành tinh bay qua Sao Hỏa được phát hiện ngày 18 tháng 12 năm 1974 bởi Đài thiên văn Tử Kim Sơn ở Nam Kinh.